# Mighty Final Fight
Mighty Final Fight är ett sidscrollande beat 'em up-spel utvecklat av Capcom till NES, och utgivet 1993, och 2006 återutgivet i samlingen Capcom Classics Mini-Mix till Game Boy Advance. Spelet är en spinoffpå Capcoms arkadspel Final Fight från 1989, vilket porterades till SNES. I NES-spelet har figurerna dock fått ett mer komiskt utseende, och alla tre spelbara figurer från arkadspelet finns tillgängliga.

## Handling
Spelet utspelar sig i fiktiva "Metro City", där borgmästar Haggars dotter Jessica blivit kidnappad av gänget Mad Gear Gang. Hagars son Cody och Jessicas pojkvän Guy ger sig då ut för att rädda henne. Berglers motiv i detta spel är dock att han vill tvinga henne att gifta sig med honom.

### Fotnoter
1. 1 2  ”Mighty Final Fight”. NES DB. 28 februari 1993. Arkiverad från originalet den 27 april 2014. https://web.archive.org/web/20140427200702/http://www.nesdb.se/game_more.php?id=978&rid=1. Läst 27 april 2014.